# New Lost City Ramblers
Die New Lost City Ramblers (NLCR) waren eine US-amerikanische Old-Time Stringband, die 1958 in New York City gegründet wurde.

## Bandgeschichte
Mike Seeger (* 15. August 1933; † 7. August 2009), John Cohen (* 2. August 1932; † 16. September 2019) und Tom Paley (19. März 1928; † 30. September 2017) gründeten die New Lost City Ramblers 1958 in New York während des amerikanischen Folk-Revivals. Tracy Schwarz ersetzte Paley, als dieser die Gruppe 1962 verließ.
Vorbilder der New Lost City Ramblers waren Stringbands der 1920er und 1930er Jahre wie zum Beispiel die Skillet Lickers, die Fruit Jar Drinkers oder die Aristocratic Pigs. Aufgrund des Erfolgs der New Lost City Ramblers wurde dem amerikanische Publikum die eigene Musiktradition wieder vermittelt. Die Gruppe beeinflusste zahlreiche spätere Musiker, darunter Bob Dylan, Grateful Dead, Ry Cooder und Jeff Tweedy. Sie förderte immer wieder bis dahin nur lokal bekannte Musiker wie Roscoe Holcomb, Dock Boggs, Cousin Emmy und viele mehr.
Nach einer Reihe erfolgreicher Alben, veröffentlicht bei Folkways Records, und Auftritten im Fernsehen und bei großen Festivals wie dem Newport Folk Festival, begannen die Bandmitglieder eigene Projekte zu verfolgen. Tracy Schwarz trat mit Frau und Sohn auf, Mike Seeger tourte mit seiner Frau Alice Gerrard, und John Cohen spielte in einer anderen Band, während er Filmdokumentationen über die Old-Time Musik drehte.
In den 1990ern kamen die drei Musiker wieder als die New Lost City Ramblers zusammen und spielten das Album There Ain’t No Way Out (1997) ein. 2009 feierten sie das 50-jährige Jubiläum der Band mit dem Album 50 Years: Where Do You Come From? Where Do You Go? (Smithsonian Folkways); im August des gleichen Jahres starb Mike Seeger im Alter von 75 Jahren an Krebs. Tom Paley starb 2017 mit 89 Jahren, und John Cohen 2019 mit 87 Jahren.
Im Laufe ihrer Karriere wurden die New Lost City Ramblers zweimal für einen Grammy Award nominiert.

## Diskografie
- The New Lost City Ramblers (1958) (Folkways Records)
- Songs from the Depression (1959) (Folkways)
- Old-Timey Songs For Children (1959) (Folkways)
- The New Lost City Ramblers Vol. II (1960) (Folkways)
- The New Lost City Ramblers Vol. III (1961) (Folkways)
- Tom Paley, John Cohen, Mike Seeger Sing Songs of The New Lost City Ramblers (1961)
- The New Lost City Ramblers (1961)
- Earth Is Earth Sung by The New Lost City Bang Boys (1961) (Folkways)
- The New Lost City Ramblers Vol. 4 (1962) (Folkways)
- American Moonshine & Prohibition (1962) (Folkways)
- The New Lost City Ramblers Vol. 5 (1963) (Folkways)
- Gone to the Country (1963)
- Radio Special # 1 (1963)
- The New New Lost City Ramblers with Tracy Schwarz: Gone to the Country (1963) (Folkways)
- String Band Instrumentals (1964) (Folkways)
- Old Timey Music (1964)
- Rural Delivery No. 1 (1965) (Folkways)
- Remembrance of Things to Come (1966) (Folkways)
- Modern Times (1968) (Folkways)
- The New Lost City Ramblers with Cousin Emmy (1968) (Folkways)
- On the Great Divide (1975) (Folkways)
- 20th Anniversary Concert (1978)
- 20 Years-Concert Performances (1978)
- Tom Paley, John Cohen, and Mike Seeger Sing Songs of the New Lost City Ramblers (1978) (Folkways)
- Old Time Music (1994)
- The Early Years, 1958-1962 (1991) (Folkways)
- Out Standing In Their Field-Vol. II, 1963-1973 (1993) (Smithsonian Folkways)
- There Ain’t No Way Out (1997) (Folkways)
- 40 Years of Concert Performances (2001)
- 50 Years: Where Do You Come From? Where Do You Go? (2009) (Smithsonian Folkways)